# Ardian Ismajli
Ardian Ismajli (Podujevë, 30 settembre 1996) è un calciatore kosovaro naturalizzato albanese, difensore del Torino della nazionale albanese.

## Biografia
Ismajli è nato a Majac, villaggio appartenente al comune di Podujevë, nel distretto kosovaro di Pristina.

## Caratteristiche tecniche
Di ruolo difensore centrale, può giocare anche da terzino destro. Forte fisicamente, è arcigno in marcatura, abile negli anticipi e in costruzione.

## Carriera

### Club

#### Gli inizi ed il passaggio all'Hajduk Spalato
Cresciuto nel settore giovanile del 2 Korriku, il 15 febbraio 2016 firma un contratto di 3 anni e mezzo con l'Hajduk Spalato. Il 14 maggio fa il suo debutto con i Bili disputando da titolare il match di campionato vinto contro il NK Zagabria (2-3). Il 18 agosto seguente arriva il suo debutto europeo, prende parte al play-off di andata di Europa League perso in casa del Maccabi Tel Aviv (2-1). Tre giorni dopo, subentrato a Maksym Bilyj nella gara casalinga di campionato con il Rijeka (2-4), sigla la prima rete con la casacca dei Majstori s mora. Il 25 ottobre 2017 debutta in Coppa di Croazia in occasione dell'ottavo di finale vinto in casa del Sebenico (0-1). Ritrova il gol con la squadra spalatina il 10 febbraio 2019 nel match di campionato vinto 2-1 contro la Lokomotiva Zagabria e, il mese seguente, rinnova il suo contratto fino all'estate del 2022.

#### Spezia
Il 14 settembre 2020 viene acquistato a titolo definitivo per 2,5 milioni di euro dalla squadra italiana dello Spezia neopromosso in Serie A, firmando un contratto triennale con scadenza il 30 giugno 2023. Il 28 ottobre 2020 debutta con i liguri in occasione del successo per 0-2 contro il Cittadella in Coppa Italia. Tre giorni dopo esordisce in Serie A contro la Juventus subentrando all'88º minuto al posto del compagno Claudio Terzi. Dopo essere stato ai margini della rosa nel girone d'andata, in quello di ritorno s'impone come titolare della retroguardia dei liguri, tanto che il 18 aprile 2021 arriva il suo primo gol con gli aquilotti e nella massima serie, nella sconfitta per 4-1 sul campo del Bologna.

#### Empoli
Il 9 agosto 2021, si trasferisce a titolo definitivo all'Empoli, sempre in Serie A. Sei giorni dopo debutta con gli empolesi in occasione del successo per 4-2 contro il L.R. Vicenza in Coppa Italia.
Dopo quattro stagioni in cui si era affermato come uno dei migliori giocatori in rosa, Ismajli lascia l'Empoli al termine dell'annata 2024-2025, in seguito al mancato prolungamento del proprio contratto.

#### Torino
L'8 luglio 2025 viene ingaggiato dal Torino, firmando un contratto di due anni con opzione per un terzo.

### Nazionale
Ha esordito con la nazionale kosovara Under-21 il 12 giugno 2017, in occasione della partita vinta a tavolino per 0-3 contro la Norvegia Under-21, valida per le qualificazioni all'Europeo 2019.
Dopo aver giocato nelle nazionali kosovare, a novembre 2018 decide di giocare per la nazionale albanese.
Il 7 novembre 2018 riceve la sua prima convocazione dalla nazionale albanese per la partita valida per la Nations League contro la Scozia e l'amichevole contro il Galles del 17 e 20 novembre 2018, debuttando contro gli scozzesi.
Il 15 novembre 2020 realizza la sua prima rete con la selezione albanese in occasione del successo per 3-1 contro il Kazakistan in Nations League. Torna a segno il 16 novembre 2022 nell'amichevole persa 1-3 contro l'Italia.

## Statistiche

### Presenze e reti nei club
Statistiche aggiornate al 24 maggio 2025.
| Stagione                 | Squadra                  | Campionato               | Campionato | Campionato | Coppe nazionali | Coppe nazionali | Coppe nazionali | Coppe continentali | Coppe continentali | Coppe continentali | Altre coppe | Altre coppe | Altre coppe | Totale | Totale |
| Stagione                 | Squadra                  | Comp                     | Pres       | Reti       | Comp            | Pres            | Reti            | Comp               | Pres               | Reti               | Comp        | Pres        | Reti        | Pres   | Reti   |
| ------------------------ | ------------------------ | ------------------------ | ---------- | ---------- | --------------- | --------------- | --------------- | ------------------ | ------------------ | ------------------ | ----------- | ----------- | ----------- | ------ | ------ |
| ago.-ott. 2017           | Hajduk Spalato II        | 2. HNL                   | 3          | 0          | -               | -               | -               | -                  | -                  | -                  | -           | -           | -           | 3      | 0      |
| set.-ott. 2018           | Hajduk Spalato II        | 2. HNL                   | 2          | 0          | -               | -               | -               | -                  | -                  | -                  | -           | -           | -           | 2      | 0      |
| Totale Hajduk Spalato II | Totale Hajduk Spalato II | Totale Hajduk Spalato II | 5          | 0          |                 | -               | -               |                    | -                  | -                  |             | -           | -           | 5      | 0      |
| feb.-giu. 2016           | Hajduk Spalato           | 1. HNL                   | 1          | 0          | CC              | -               | -               | -                  | -                  | -                  | -           | -           | -           | 1      | 0      |
| 2016-2017                | Hajduk Spalato           | 1. HNL                   | 18         | 1          | CC              | 0               | 0               | UEL                | 2                  | 0                  | -           | -           | -           | 20     | 1      |
| 2017-2018                | Hajduk Spalato           | 1. HNL                   | 14         | 0          | CC              | 2               | 0               | UEL                | -                  | -                  | -           | -           | -           | 16     | 0      |
| 2018-2019                | Hajduk Spalato           | 1. HNL                   | 20         | 1          | CC              | 3               | 0               | UEL                | 0                  | 0                  | -           | -           | -           | 23     | 1      |
| 2019-2020                | Hajduk Spalato           | 1. HNL                   | 28         | 0          | CC              | 1               | 0               | UEL                | 1                  | 0                  | -           | -           | -           | 30     | 0      |
| ago. 2020                | Hajduk Spalato           | 1. HNL                   | 3          | 0          | CC              | 0               | 0               | UEL                | 0                  | 0                  | -           | -           | -           | 3      | 0      |
| Totale Hajduk Spalato    | Totale Hajduk Spalato    | Totale Hajduk Spalato    | 84         | 2          |                 | 6               | 0               |                    | 3                  | 0                  |             | -           | -           | 93     | 2      |
| 2020-2021                | Spezia                   | A                        | 17         | 1          | CI              | 4               | 0               | -                  | -                  | -                  | -           | -           | -           | 21     | 1      |
| 2021-2022                | Empoli                   | A                        | 20         | 0          | CI              | 2               | 0               | -                  | -                  | -                  | -           | -           | -           | 22     | 0      |
| 2022-2023                | Empoli                   | A                        | 25         | 0          | CI              | 1               | 0               | -                  | -                  | -                  | -           | -           | -           | 26     | 0      |
| 2023-2024                | Empoli                   | A                        | 26         | 0          | CI              | 1               | 0               | -                  | -                  | -                  | -           | -           | -           | 27     | 0      |
| 2024-2025                | Empoli                   | A                        | 29         | 0          | CI              | 2               | 0               | -                  | -                  | -                  | -           | -           | -           | 31     | 0      |
| Totale Empoli            | Totale Empoli            | Totale Empoli            | 100        | 0          |                 | 6               | 0               |                    | -                  | -                  |             | -           | -           | 106    | 0      |
| 2025-2026                | Torino                   | A                        | 0          | 0          | CI              | 0               | 0               | -                  | -                  | -                  | -           | -           | -           | 0      | 0      |
| Totale carriera          | Totale carriera          | Totale carriera          | 206        | 3          |                 | 16              | 0               |                    | 3                  | 0                  |             | -           | -           | 225    | 3      |

### Cronologia presenze e reti in nazionale
| Cronologia completa delle presenze e delle reti in nazionale ― Albania | Cronologia completa delle presenze e delle reti in nazionale ― Albania | Cronologia completa delle presenze e delle reti in nazionale ― Albania | Cronologia completa delle presenze e delle reti in nazionale ― Albania | Cronologia completa delle presenze e delle reti in nazionale ― Albania | Cronologia completa delle presenze e delle reti in nazionale ― Albania | Cronologia completa delle presenze e delle reti in nazionale ― Albania | Cronologia completa delle presenze e delle reti in nazionale ― Albania |
| Data                                                                   | Città                                                                  | In casa                                                                | Risultato                                                              | Ospiti                                                                 | Competizione                                                           | Reti                                                                   | Note                                                                   |
| ---------------------------------------------------------------------- | ---------------------------------------------------------------------- | ---------------------------------------------------------------------- | ---------------------------------------------------------------------- | ---------------------------------------------------------------------- | ---------------------------------------------------------------------- | ---------------------------------------------------------------------- | ---------------------------------------------------------------------- |
| 17-11-2018                                                             | Scutari                                                                | Albania                                                                | 0 – 4                                                                  | Scozia                                                                 | UEFA Nations League 2018-2019 - 1º turno                               | -                                                                      | 27’                                                                    |
| 20-11-2018                                                             | Elbasan                                                                | Albania                                                                | 1 – 0                                                                  | Galles                                                                 | Amichevole                                                             | -                                                                      |                                                                        |
| 22-3-2019                                                              | Scutari                                                                | Albania                                                                | 0 – 2                                                                  | Turchia                                                                | Qual. Euro 2020                                                        | -                                                                      | 45+2’                                                                  |
| 25-3-2019                                                              | Andorra la Vella                                                       | Andorra                                                                | 0 – 3                                                                  | Albania                                                                | Qual. Euro 2020                                                        | -                                                                      |                                                                        |
| 8-6-2019                                                               | Reykjavík                                                              | Islanda                                                                | 1 – 0                                                                  | Albania                                                                | Qual. Euro 2020                                                        | -                                                                      |                                                                        |
| 11-6-2019                                                              | Elbasan                                                                | Albania                                                                | 2 – 0                                                                  | Moldavia                                                               | Qual. Euro 2020                                                        | -                                                                      |                                                                        |
| 7-9-2019                                                               | Saint-Denis                                                            | Francia                                                                | 4 – 1                                                                  | Albania                                                                | Qual. Euro 2020                                                        | -                                                                      |                                                                        |
| 10-9-2019                                                              | Elbasan                                                                | Albania                                                                | 4 – 2                                                                  | Islanda                                                                | Qual. Euro 2020                                                        | -                                                                      |                                                                        |
| 11-10-2019                                                             | Istanbul                                                               | Turchia                                                                | 1 – 0                                                                  | Albania                                                                | Qual. Euro 2020                                                        | -                                                                      |                                                                        |
| 14-10-2019                                                             | Chișinău                                                               | Moldavia                                                               | 0 – 4                                                                  | Albania                                                                | Qual. Euro 2020                                                        | -                                                                      | 89’                                                                    |
| 14-11-2019                                                             | Elbasan                                                                | Albania                                                                | 2 – 2                                                                  | Andorra                                                                | Qual. Euro 2020                                                        | -                                                                      |                                                                        |
| 11-11-2020                                                             | Elbasan                                                                | Albania                                                                | 2 – 1                                                                  | Kosovo                                                                 | Amichevole                                                             | -                                                                      |                                                                        |
| 15-11-2020                                                             | Tirana                                                                 | Albania                                                                | 3 – 1                                                                  | Kazakistan                                                             | UEFA Nations League 2020-2021 - 1º turno                               | 1                                                                      |                                                                        |
| 18-11-2020                                                             | Tirana                                                                 | Albania                                                                | 3 – 2                                                                  | Bielorussia                                                            | UEFA Nations League 2020-2021 - 1º turno                               | -                                                                      |                                                                        |
| 25-3-2021                                                              | Andorra la Vella                                                       | Andorra                                                                | 0 – 1                                                                  | Albania                                                                | Qual. Mondiali 2022                                                    | -                                                                      |                                                                        |
| 28-3-2021                                                              | Tirana                                                                 | Albania                                                                | 0 – 2                                                                  | Inghilterra                                                            | Qual. Mondiali 2022                                                    | -                                                                      |                                                                        |
| 5-6-2021                                                               | Cardiff                                                                | Galles                                                                 | 0 – 0                                                                  | Albania                                                                | Amichevole                                                             | -                                                                      | 28’                                                                    |
| 8-6-2021                                                               | Praga                                                                  | Rep. Ceca                                                              | 3 – 1                                                                  | Albania                                                                | Amichevole                                                             | -                                                                      |                                                                        |
| 2-9-2021                                                               | Varsavia                                                               | Polonia                                                                | 4 – 1                                                                  | Albania                                                                | Qual. Mondiali 2022                                                    | -                                                                      |                                                                        |
| 5-9-2021                                                               | Elbasan                                                                | Albania                                                                | 1 – 0                                                                  | Ungheria                                                               | Qual. Mondiali 2022                                                    | -                                                                      | 78’                                                                    |
| 9-10-2021                                                              | Budapest                                                               | Ungheria                                                               | 0 – 1                                                                  | Albania                                                                | Qual. Mondiali 2022                                                    | -                                                                      |                                                                        |
| 12-10-2021                                                             | Tirana                                                                 | Albania                                                                | 0 – 1                                                                  | Polonia                                                                | Qual. Mondiali 2022                                                    | -                                                                      | 34’                                                                    |
| 12-11-2021                                                             | Londra                                                                 | Inghilterra                                                            | 5 – 0                                                                  | Albania                                                                | Qual. Mondiali 2022                                                    | -                                                                      | 25’                                                                    |
| 26-3-2022                                                              | Cornellà de Llobregat                                                  | Spagna                                                                 | 2 – 1                                                                  | Albania                                                                | Amichevole                                                             | -                                                                      |                                                                        |
| 29-3-2022                                                              | Tirana                                                                 | Albania                                                                | 0 – 0                                                                  | Georgia                                                                | Amichevole                                                             | -                                                                      |                                                                        |
| 6-6-2022                                                               | Reykjavík                                                              | Islanda                                                                | 1 – 1                                                                  | Albania                                                                | UEFA Nations League 2022-2023 - 1º turno                               | -                                                                      |                                                                        |
| 10-6-2022                                                              | Tirana                                                                 | Albania                                                                | 1 – 2                                                                  | Israele                                                                | UEFA Nations League 2022-2023 - 1º turno                               | -                                                                      |                                                                        |
| 24-9-2022                                                              | Tel Aviv                                                               | Israele                                                                | 2 – 1                                                                  | Albania                                                                | UEFA Nations League 2022-2023 - 1º turno                               | -                                                                      |                                                                        |
| 27-9-2022                                                              | Tirana                                                                 | Albania                                                                | 1 – 1                                                                  | Islanda                                                                | UEFA Nations League 2022-2023 - 1º turno                               | -                                                                      |                                                                        |
| 16-11-2022                                                             | Tirana                                                                 | Albania                                                                | 1 – 3                                                                  | Italia                                                                 | Amichevole                                                             | 1                                                                      | 71’                                                                    |
| 17-6-2023                                                              | Tirana                                                                 | Albania                                                                | 2 – 0                                                                  | Moldavia                                                               | Qual. Euro 2024                                                        | -                                                                      |                                                                        |
| 20-6-2023                                                              | Tórshavn                                                               | Fær Øer                                                                | 1 – 3                                                                  | Albania                                                                | Qual. Euro 2024                                                        | -                                                                      |                                                                        |
| 7-9-2023                                                               | Praga                                                                  | Rep. Ceca                                                              | 1 – 1                                                                  | Albania                                                                | Qual. Euro 2024                                                        | -                                                                      | 90+7’                                                                  |
| 10-9-2023                                                              | Tirana                                                                 | Albania                                                                | 2 – 0                                                                  | Polonia                                                                | Qual. Euro 2024                                                        | -                                                                      |                                                                        |
| 17-11-2023                                                             | Chișinău                                                               | Moldavia                                                               | 1 – 1                                                                  | Albania                                                                | Qual. Euro 2024                                                        | -                                                                      |                                                                        |
| 20-11-2023                                                             | Tirana                                                                 | Albania                                                                | 0 – 0                                                                  | Fær Øer                                                                | Qual. Euro 2024                                                        | -                                                                      |                                                                        |
| 3-6-2024                                                               | Szombathely                                                            | Albania                                                                | 3 – 0                                                                  | Liechtenstein                                                          | Amichevole                                                             | -                                                                      | 46’                                                                    |
| 7-6-2024                                                               | Szombathely                                                            | Albania                                                                | 3 – 1                                                                  | Azerbaigian                                                            | Amichevole                                                             | -                                                                      | 77’                                                                    |
| 7-9-2024                                                               | Praga                                                                  | Ucraina                                                                | 1 – 2                                                                  | Albania                                                                | UEFA Nations League 2024-2025 - 1º turno                               | 1                                                                      |                                                                        |
| 10-9-2024                                                              | Tirana                                                                 | Albania                                                                | 0 – 1                                                                  | Georgia                                                                | UEFA Nations League 2024-2025 - 1º turno                               | -                                                                      |                                                                        |
| 11-10-2024                                                             | Praga                                                                  | Rep. Ceca                                                              | 2 – 0                                                                  | Albania                                                                | UEFA Nations League 2024-2025 - 1º turno                               | -                                                                      |                                                                        |
| 14-10-2024                                                             | Tbilisi                                                                | Georgia                                                                | 0 – 1                                                                  | Albania                                                                | UEFA Nations League 2024-2025 - 1º turno                               | -                                                                      | Cap.                                                                   |
| 16-11-2024                                                             | Tirana                                                                 | Albania                                                                | 0 – 0                                                                  | Rep. Ceca                                                              | UEFA Nations League 2024-2025 - 1º turno                               | -                                                                      | cap.                                                                   |
| 19-11-2024                                                             | Tirana                                                                 | Albania                                                                | 1 – 2                                                                  | Ucraina                                                                | UEFA Nations League 2024-2025 - 1º turno                               | -                                                                      | cap.                                                                   |
| 10-6-2025                                                              | Riga                                                                   | Lettonia                                                               | 1 – 1                                                                  | Albania                                                                | Qual. Mondiali 2026                                                    | -                                                                      |                                                                        |
| Totale                                                                 |                                                                        | Presenze (55º posto)                                                   | 45                                                                     |                                                                        | Reti (52º posto)                                                       | 3                                                                      |                                                                        |

| Cronologia completa delle presenze e delle reti in nazionale ― Kosovo | Cronologia completa delle presenze e delle reti in nazionale ― Kosovo | Cronologia completa delle presenze e delle reti in nazionale ― Kosovo | Cronologia completa delle presenze e delle reti in nazionale ― Kosovo | Cronologia completa delle presenze e delle reti in nazionale ― Kosovo | Cronologia completa delle presenze e delle reti in nazionale ― Kosovo | Cronologia completa delle presenze e delle reti in nazionale ― Kosovo | Cronologia completa delle presenze e delle reti in nazionale ― Kosovo |
| Data                                                                  | Città                                                                 | In casa                                                               | Risultato                                                             | Ospiti                                                                | Competizione                                                          | Reti                                                                  | Note                                                                  |
| --------------------------------------------------------------------- | --------------------------------------------------------------------- | --------------------------------------------------------------------- | --------------------------------------------------------------------- | --------------------------------------------------------------------- | --------------------------------------------------------------------- | --------------------------------------------------------------------- | --------------------------------------------------------------------- |
| 29-5-2018                                                             | Zurigo                                                                | Albania                                                               | 0 – 3                                                                 | Kosovo                                                                | Amichevole                                                            | -                                                                     |                                                                       |
| Totale                                                                |                                                                       | Presenze                                                              | 1                                                                     |                                                                       | Reti                                                                  | 0                                                                     |                                                                       |

| Cronologia completa delle presenze e delle reti in nazionale ― Kosovo under 21 | Cronologia completa delle presenze e delle reti in nazionale ― Kosovo under 21 | Cronologia completa delle presenze e delle reti in nazionale ― Kosovo under 21 | Cronologia completa delle presenze e delle reti in nazionale ― Kosovo under 21 | Cronologia completa delle presenze e delle reti in nazionale ― Kosovo under 21 | Cronologia completa delle presenze e delle reti in nazionale ― Kosovo under 21 | Cronologia completa delle presenze e delle reti in nazionale ― Kosovo under 21 | Cronologia completa delle presenze e delle reti in nazionale ― Kosovo under 21 |
| Data                                                                           | Città                                                                          | In casa                                                                        | Risultato                                                                      | Ospiti                                                                         | Competizione                                                                   | Reti                                                                           | Note                                                                           |
| ------------------------------------------------------------------------------ | ------------------------------------------------------------------------------ | ------------------------------------------------------------------------------ | ------------------------------------------------------------------------------ | ------------------------------------------------------------------------------ | ------------------------------------------------------------------------------ | ------------------------------------------------------------------------------ | ------------------------------------------------------------------------------ |
| 12-6-2017                                                                      | Drammen                                                                        | Norvegia under 21                                                              | 0 – 3 tav                                                                      | Kosovo under 21                                                                | Qual. Europeo Under-21 2019                                                    | -                                                                              | 51’                                                                            |
| 1-9-2017                                                                       | Kosovska Mitrovica                                                             | Kosovo under 21                                                                | 3 – 2                                                                          | Norvegia under 21                                                              | Qual. Europeo Under-21 2019                                                    | -                                                                              | cap. 35’                                                                       |
| 5-9-2017                                                                       | Osnabrück                                                                      | Germania under 21                                                              | 1 – 0                                                                          | Kosovo under 21                                                                | Qual. Europeo Under-21 2019                                                    | -                                                                              | cap.                                                                           |
| 9-11-2017                                                                      | Kosovska Mitrovica                                                             | Kosovo under 21                                                                | 0 – 4                                                                          | Israele under 21                                                               | Qual. Europeo Under-21 2019                                                    | -                                                                              | cap.                                                                           |
| 14-11-2017                                                                     | Baku                                                                           | Azerbaigian under 21                                                           | 0 – 0                                                                          | Kosovo under 21                                                                | Qual. Europeo Under-21 2019                                                    | -                                                                              | cap.                                                                           |
| 22-3-2018                                                                      | Kosovska Mitrovica                                                             | Kosovo under 21                                                                | 2 – 0                                                                          | Azerbaigian under 21                                                           | Qual. Europeo Under-21 2019                                                    | -                                                                              | cap.                                                                           |
| 27-3-2018                                                                      | Kosovska Mitrovica                                                             | Kosovo under 21                                                                | 0 – 0                                                                          | Germania under 21                                                              | Qual. Europeo Under-21 2019                                                    | -                                                                              | cap.                                                                           |
| 7-9-2018                                                                       | Kosovska Mitrovica                                                             | Kosovo under 21                                                                | 1 – 1                                                                          | Irlanda under 21                                                               | Qual. Europeo Under-21 2019                                                    | -                                                                              | cap.                                                                           |
| 16-10-2018                                                                     | Ramat Gan                                                                      | Israele under 21                                                               | 3 – 0                                                                          | Kosovo under 21                                                                | Qual. Europeo Under-21 2019                                                    | -                                                                              | cap. 90’                                                                       |
| Totale                                                                         |                                                                                | Presenze                                                                       | 9                                                                              |                                                                                | Reti                                                                           | 0                                                                              |                                                                                |